# 88

## Evenimente
- A doua Bătălie de la Tapae. A avut drept conducători pe regele Decebal și pe generalul Corneliu Fuscus, conflict încheiat cu victoria dacă.